# إلغاء حقوق التأليف والنشر
المصطلح حركات إلغاء حقوق التأليف والنشر يشير إلى الحركات التي تهدف إلى إلغاء حقوق التأليف والنشر، خصوصًا تلك التي تدعم إلغاء تشريع آن وكل القوانين التالية التي تم إصدارها دعمًا له. ولا يشتمل ذلك على الحقوق الطبيعية المتعلقة بالأعمال الفكرية (والتي تعرف كذلك باسم الحقوق الأخلاقية) مثل حقيقة التأليف.
وقد اقترح ميشيل بولدرين وديفيد كيه ليفين، وهما اقتصاديان في جامعة واشنطن، أن حقوق التأليف والنشر وبراءات الاختراع تمثل خسارة صافية للاقتصاد بسبب طريقة تقليلها للمنافسة في السوق الحرة. وهما يشيران إلى حقوق التأليف والنشر وبراءات الاختراع على أنها احتكار فكري، أقرب إلى الاحتكار الصناعي، وهما يدعوان إلى التخلص التدريجي منهما وإلغائهما في نهاية الأمر.